# الآداب الاجتماعية في آسيا

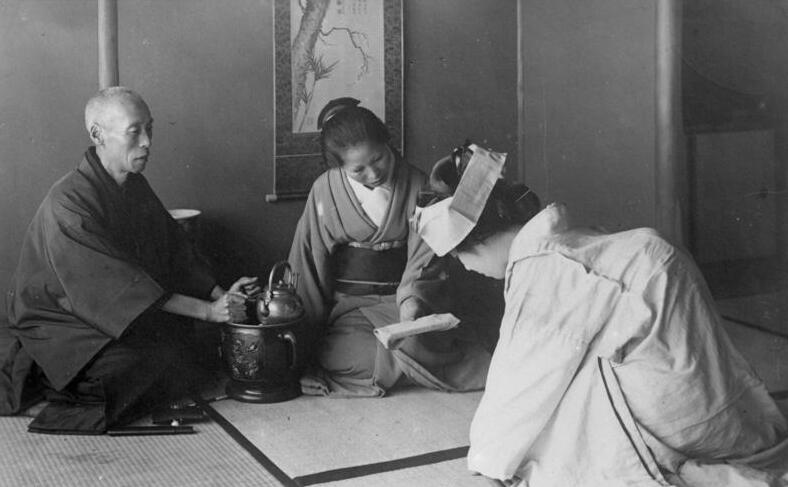
في آسيا ، من المتوقع أن يحترم الشباب الأشخاص الأكبر سنَّا، فحركة مثل الانحناء تعبر عن أقصى درجات الاحترام. ويهدف حفل الشاي الياباني إلى إظهار الاحترام من خلال الامتنان والآداب الاجتماعية الأخرى.

تختلف الآداب الاجتماعية في آسيا (بالإنجليزية: Etiquette in Asia) من بلد إلى آخر، على الرغم من أن بعض التصرفات تعتبر مشتركة بين البلدان. لا توجد هناك مقالة واحدة أو حتى قائمة تستطيع استجماع كل الآداب في الثقافات الآسيوية، فهي كثيرة. وبالرغم من اختلاف الإدراك الحسِّي للأفعال والتصرفات بين الثقافات، إلا أن القدرة على التفاعل بين الحضارات يبقى موجودًا في جميع الأحوال لأن التواصل من حاجات البشر. ويهتم الناس غالبًا لمعرفة آداب الثقافات، لأن عدم معرفة الآداب الاجتماعية -سواء كانت بطريقة لباس أو بالتصرفات- إلى أن يقع الشخص في موقف فيه الناس أنه غبي، أو وقح، أو قليل احترام.
وتُظْهِر الآداب الاجتماعية الآسيوية كثيرًا من «الاحترام»، و«الأخلاق الطيبة»، و«بر الوالدين». وقد أثرت الثقافة الصينية في كثير من الآداب على مستوى آسيا.

## بنغلاديش
يُعْتبَر المجتمع البنجالي محافظًا ومنظمًا بشكل كبير. فعلى الرغم من تغير الأعراف المجتمعية، إلا أن هناك أعرافًا متوارثة من قديم الزمن ولم تتغير حتى الآن، مثل احترام الأكبر سنًّا والاهتمام الكبير بالعائلة. وتكون معاملة الكبار بالاحترام الشديد، كما أنه لا يمكن للصغار أن يكونوا عنيدين عند الحديث مع الكبار. حتى إن إطالة النظر في عينَيْ الكبير تُعْتَبَر أخلاقًا سيئة.
ويُعْرَف المجتمع البنجالي بأنه مجتمع متواضع لا يقبل الكثير من المديح، حيث أن تقديم مديح مبالغ فيه لشخص بنجالي يعتبَر إهانة ونفاقًا. ويلعب الدين الإسلامي الدورًا دورًا رئيسًا في تشكيل الآداب الاجتماعية البنجالية. حيث مثلًا إنه من غير المقبول لرجل أن يصافح امرأة إذا لم تبدأ الأخيرة بمد يدها، فإن لم تمد يدها فيكون السلام عن بُعْد دون المصافحة. وبالتشارك مع التقسيم الاجتماعي، يلعب الدين دورًا رئيسًا في تحديد ما هو ممنوع وما هو مسموح.
أما فيما يتعلق بالعمل واللقاءات الرسمية، فإن الآداب الاجتماعية البنجالية تُشَابِه نظيراتها في الدول الآسيوية الأخرى مثل عدم التغطرس وإعطاء المحاضرات عندما يقوم الشخص بإيصال أفكاره، أي أنه يجب أن يعتبرها قابلة للنقد والتعديل.

## بروناي

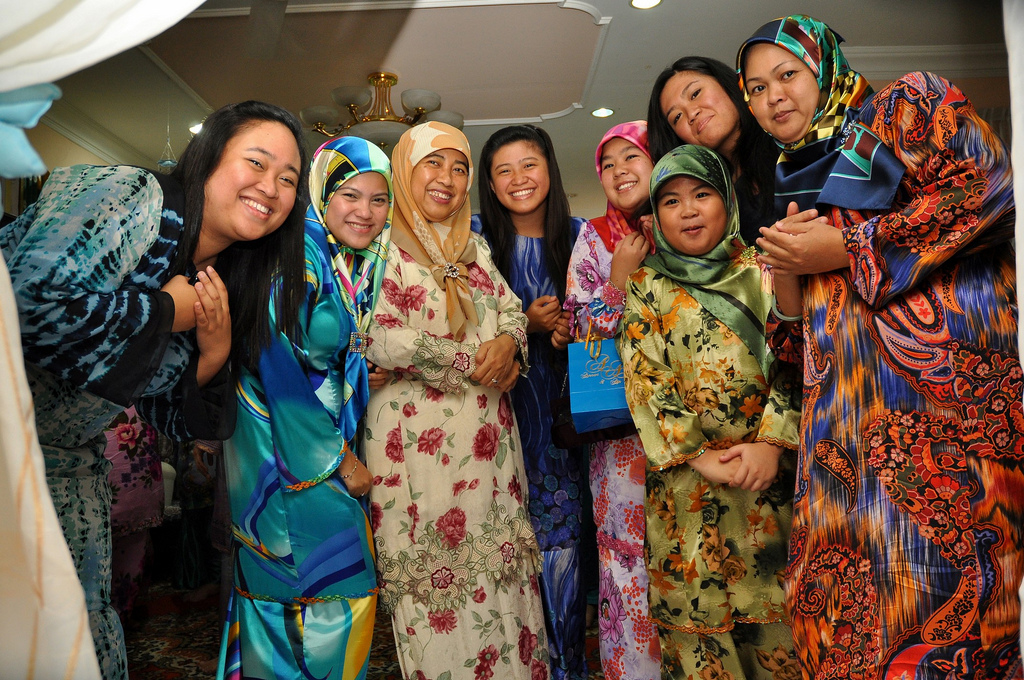
الآسيويون الجنوبيون هم ذوو توجه عائلي للغاية والاحتفالات فرصة للقاء أقاربهم. وفي الثقافة الإسلامية، فإن الأدب في اللباس شيء مهم، ومثال ذلك ارتداء الحجاب للنساء.

يمكننا أن نقول أن الآداب الاجتماعية في بروناي ممثالة لنظيراتها في ماليزيا.

## الصين
يُعْتَبَر الطعام واحدًا من العوامل الأساسية في الثقافية الصينية، كما أن دعوة الأشخاص للطعام تعتبر إحدى أكثر الطرق شيوعًا لتكريم الضيوف، وتعميق الصداقات، وإقامة علاقات اجتماعية. وبشكل عام، تعتبر الآداب الاجتماعية في الصين مشابهة لتلك الموجودة في دول الشرق الأقصى مثل كوريا واليابان، مع بعض الاستثناءات. وفي معظم الحالات، يقوم الأشخاص على المائدة بتشارك الأطباق على المائدة بشكل جماعي. وعلى الرغم من أن الطاولات مستطيلة الشكل ومربعة الشكل هي المستخدمة في موائد الطعام للمجموعة القليلة من الأشخاص، إلا أنه يفضل استخدام الطاولات المستديرة للمجموعات الكبيرة. وهناك ترتيب معين للجلوس لكل مائدة رسمية، وذلك يعتمد على مكانة الشخص في شركته وكذلك أقدميته في الشركة. وهناك ما يسمى بـ«مقعد التشريف»، وهو محجوز دائمًا للشخص الذي قام بدعوة الناس إلى مائدته، كما يمكن أن يكون ذلك المقعد محجوزًا للشخص الأكبر سنًّا، وذلك المقعد يكون دائمًا في مركز المجلس مواجهًا لجهة الشرق أو لمدخل الغرفة. ومن المعروف أن عِصِيّ الطعام تستخدم في الصين بدلًا من الأشواك والسكاكين. وفي معظم المطاعم الصينية، لا يُطْلَب البقشيش أبدًا إلا في حالة كان البقشيش معلنًا عنه مسبقًا في المطعم، أي أن الأشخاص يعلمون أن عليهم دفع مقدار معين من البقشيش قبل أن يبدؤوا بالطعام. وفي غالبية الأحيان، يكون الشاي متوفرًا على طاولات الطعام، سواء كان موجودًا قبل وصول الأشخاص لطاولة الطعام، أو أنه يقدم مباشرة حينما يَصِلُون. ويجب شكر الخادم الذي يقوم بصب الشاي صراحةً.

## الهند
تتشارك الهند الكثير من الآداب الاجتماعية مع الدول التي تجاورها من ناحية الجنوب والجنوب الشرقي، ولكن على أية حال، فإن هناك بعض الاختلافات التي يمكن أن نجدها في المناطق الهندية المختلفة.

## إندونيسيا

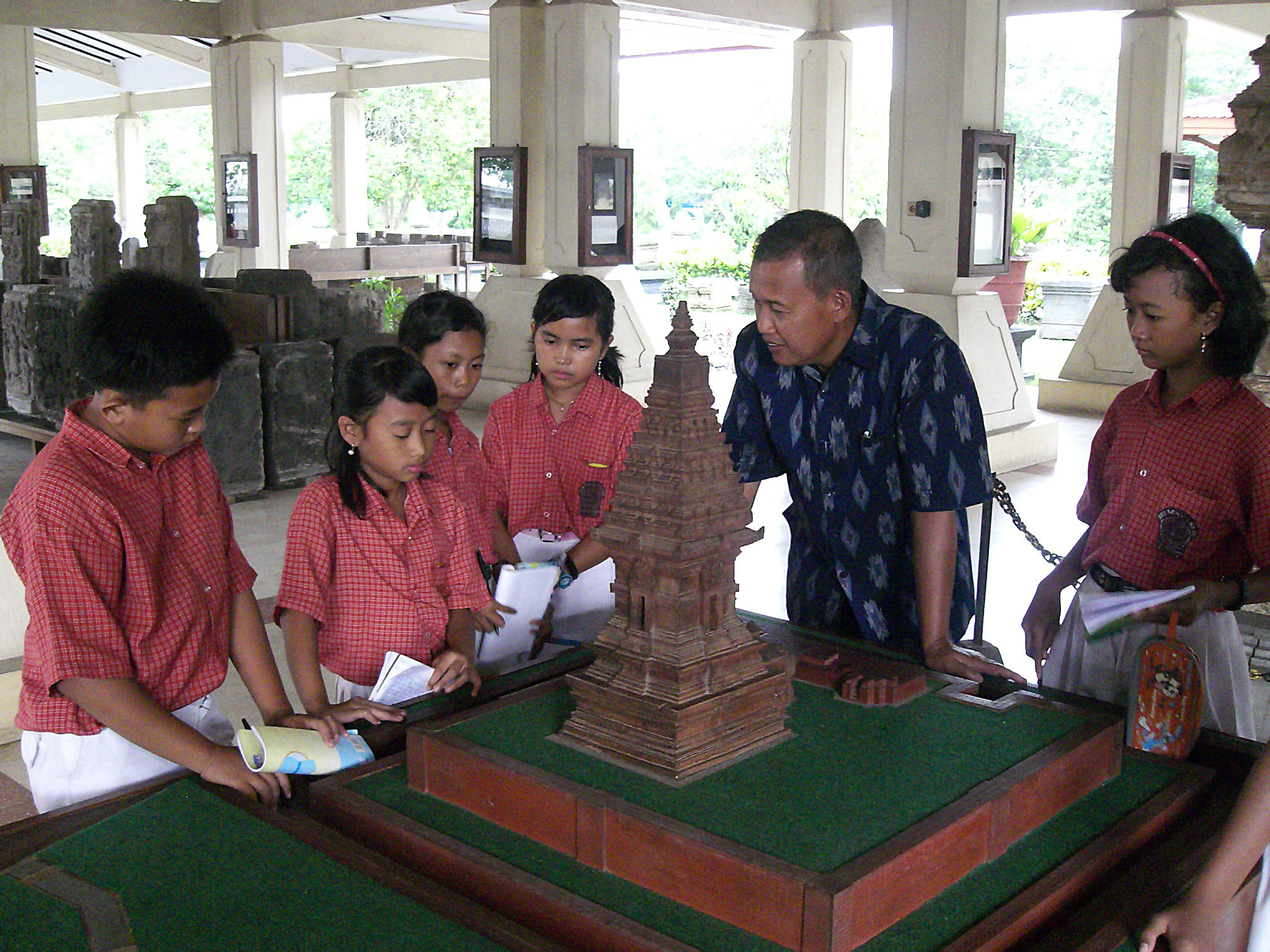
من المتوقع أن يولي الشباب الآسيوي احترامًا لكبار السن وطاعة للمعلمين، كما هو موضح هنا في إندونيسيا. يستمع الطلاب بهدوء إلى شرح المعلم أثناء الرحلة المدرسية.

يعلم الجميع أن إندونيسيا بلد استوائي كبير يتكون من مجموعة متباعدة من الجزر مشكلةً أرخبيلًا متنوع الثقافات. وكل واحدة من المجموعات العرقية الإندونيسية تمتلك ثقافتها وعاداتها الخاصة، كما أن كل واحدة منها لديها لغتها الخاصة. وكل واحدة منها تعتنق ديانة معينة وتتبع قوانينًا خاصة. كل ذلك التنوع جعل من إندونيسيا بلدًا ذي خليط معقد من التقاليد التي تختلف من مكان لآخر. وتتشارك إندونيسيا العديد من الآداب الاجتماعية مع شعوب دول جنوب شرق آسيا. وباعتبار أن إندونيسيا تمتلك أغلبية مسلمة من السكان، فإن هناك تقاليدًا موروثة من منطقة الشرقة الأوسط. وفيما يلي مجموعة من الأمثلة على الآداب الاجتماعية في إندونيسيا:
إنه من المهم احترام كرامة الناس، حيث تُعْتَبَر إهانة الناس في العلن أمرًا وقحًا إلى حد كبير.
يستخدم الأشخاص أيديهم اليمنى دائمًا، سواء عند التحية، أو عند تقديم هدية، أو عند استقبال شيء من شخص ما، أو عند الأكل، أو عند الإشارة لشخص ما.

## اليابان
إن طريقة اللباس والآداب الاجتماعية هي شيء معقد في دولة اليابان تحديدًا، كما أنها من الواجب تعلمها لغير اليابانيين، حيث أن تجاوز الآداب الاجتماعية يمكنه أن يؤدي إلى تأثير سلبي عند بعض الناس من الشعب الياباني الذين يتمسكون بعاداتهم ويتوقعون من الآخرين كذلك.
- يجب أن تٌعْطى بطاقات العمل بكِلْتا اليدين، أي أن الشخص يعطي بطاقته لشخص آخر باستخدام يد، وفي نفس الوقت يستقبل بطاقة عمل الشخص الآخر باليد الأخرى. كما أنه من المتوقع أن يبدي الشخص احترامًا عند رؤيته لبطاقة غيره كما يجب أن يقرأها بتمعُّن عندما يمسك بها، ثم يضعها على الطاولة طيلة فترة الاجتماع. وبعد الاجتماع يجب أن تٌحْفَظ البطاقة بشكل لائق وألَّا توضع أبدًا في الجيب الخلفي. كما أنه لا يمكن الكتابة على بطاقة عمل.وإذا ذهب الشخص لاجتماع، فإن الآخرين يتوقعون منه أن يحضر معه بطاقات عمل خاصة به، كما يجب أن يضعها حمَّالة بطاقات وليس أن يخرجها من جيبه.[11]
- عندما يهدي شخص هدية لشخص آخر، فإنه من الخطأ أن يقبلها عند عرضها أول مرة، بل يتوقع الذي يهدي الهدية أن يطلب من المستقبل قبولها أكثر من مرة حتى يأخذها. وكذلك فهو لا يتوقع أن يتم فتح الهدية في حضوره، بل بعد أن ينصرف.[12]
- عند مدح أو شكر شخص ما على خدمة، فإنه الفعل اللائق هو أن ينحني الشخص الشاكر بقدر أكبر من الذي يشكره. وعلى أية حال فإن الأجانب قليلًا ما يفعلون ذلك. والجدير بالذكر أن مدة ومقدار الانحناء يعتمد على مقدار الشكر، والعمر، وعوامل أخرى كذلك.[13]
- لا توضَع صلصة الصويا على الأرز.[13]
- إنه ليس بالأمر الشائع أن يملأ الشخص كأسه بنفسه في المناسبات الاجتماعية. وبشكل عام ما يحدث هو أن يعرض شخص على شخص آخر أن يملأ كوبه، ثم يقوم الشخص الآخر بملء كوب الأول في المقابل. وإذا كان أحد الحضور يشرب من القنينة ويصبها في كأسه باستمرار، فإنه يمكن للشخص أن يصب بنفسه ساعتها لأنه سيطول انتظاره إلى حين ينتبه له الشخص الآخر.[13]
- لا يجوز للشخص تنظيف أنفه من إخراج تيار هوائي منه في العلن، كما أن اليابانيين لا يستخدمون مناديلهم الخاصة التي تكون مع الملابس لتنظيف أنوفهم، حيث أنهم يطلقون على ما يخرج من الأنف فضلات.[13]
- بالنسبة للنساء، يعتبر عدم وضع مكياج للوجه أمر غير مهنيّ، كما يمكن أن يعبِّر عن استخفافًا بالموقف أو المناسبة التي تحضرها المرأة.[13]
- على الرغم من أن اليابانيين يتفهمون هذا التصرف من الغرباء، إلا أنه يعتبر فعلًا محرجًا أن يقوم الشخص باستخدام عبارات تشريفية وتقديرية عند الحديث باللغة اليابانية مع شخص له مكانة اجتماعية مرتفعة. فاستخدام عبارة مثل «سيدي أو سيدتي» لا يكون إلا عند الحديث مع الأشخاص باستخدام اللغة الإنجليزية، وهي لا تستخدم أبدًا للإشارة إلى شخص ما، وكلمة «سيدي أو سيدتي» تلفظ باليابانية «سان»، فكما أسلفنا أنه يمكن أن تقولها لشخص ياباني تتحدث معه بالإنجليزية. كما يقوم اليابانيون بوضع اسم العائلة قبل الاسم الأول عند الحديث، ولكنهم يعكسون ذلك الترتيب كي يفهمهم الغربيون.[13]
- عندما تصدر ضحكة أو ابتسامة من شخص ياباني، فإن ذلك لا يعني أنه سعيد بالضرورة، ففي بعض الأحيان يستخدمونها للإشارة إلى التوتر أو عدم الارتياح.
- يعتبر تقديم البقشيش أمرًا نادر الحدوث في اليابان، ومن الممكن أن يعتبر إهانة إلا في حالات خاصة، مثل تقديم مال زيادة للجراح الذي أجرى لك عملية ناجحة، أو عند زيارة أماكن الاستجمام رفيعة المستوى، أو عندما يقوم الأشخاص بتقديم المال لمن قاموا بنقل أثاثهم من منزل لآخر.[13]
- ومن ضمن طقوس الجنائز في اليابان، يقوم أقارب الميت بالتقاط عظامه المتبقية بعد حرقه باستخدام عيدان الطعام، كما يمكن أن يقوم اثنان من الأقارب بحمل عظمة واحدة كلاهما. وتعتبر هذه هي الحالة الوحيدة التي يمكن لشخصين الإمساك بشيء واحد باستخدام عيدان الطعام. ولكن في جميع المواقف والحالات الأخرى، إذا حصل هذا فإنه سيذكر جميع الحاضرين بمراسم الجنازة.[ بحاجة لمصدر ]

## كوريا

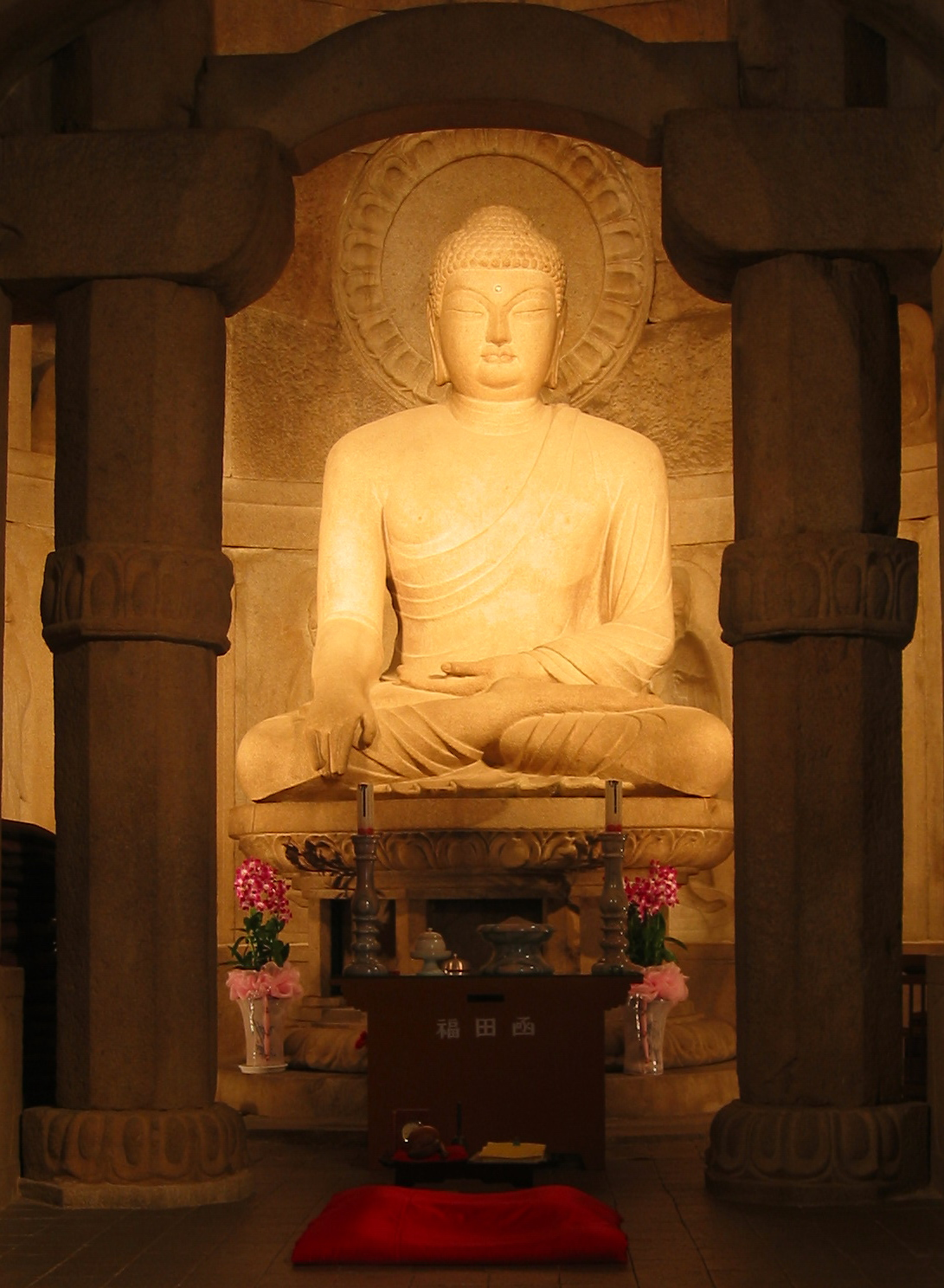
مثل الكثير من الآسيويين، يمتلك الكوريون أماكنًا تتعلق بالبوذية التي تبني كثيرًا من آدابهم الاجتماعية. يظهر هنا تمثال بوذا في كهف سيوكورام، في متحف الكنز الوطني لكوريا الجنوبية.

- يُعْتَبر الرقم 4 جالبًا للحظ السيء، بالتالي لا يمكن للشخص أن يحضر هدايا بعدد يكن من مضاعفات الأربعة. كما أن إعطاء 7 أشياء كهدية يعتبر أمرًا جالبًا للحظ.[14]
- إن إخراج الأوساخ من الأنف على طاولة الطعام يعتبر أمرًا مهينًا إلى حد ما حتى لو كان الأكل حارًا، فإن كان ذلك ضروريًا يجب على الشخص أن يقوم به في دورة المياه.[15]
- في المطاعم، يعتبر من غير اللائق أن يقوم الشخص بصبّ الشراب لنفسه، بل عليه أن يصب للأشخاص الذين معه على الطاولة، وهم يدورهم سيصبون له. ولتجنب أن يستمر الآخرون بصب الشراب لك، اترك كأسك ممتلئًا تقريبًا. وعندما يصب الشخص الشراب لغيره فإنه يحمل القارورة باليد اليمنى، ويضع يده اليسرى على ساعِدِه قرب كوعه لتسند يده اليمنى أثناء عملية الصب.[13]
- عندما يقوم شخص ذو مكانة اجتماعية عالية بصب الشراب لشخص آخر، فإنه من المناسب أن يقوم ذلك الشخص بالابتعاد عندما يشرب.
- عندما يقبل الأزواج بعضهم في الأماكن العامة، فإن ذلك يعتبر غير مناسبًا، باعتبار أن ذلك يخدش الحياء.
- انظر أيضًا آداب المائدة الكورية التقليدية.

## ماليزيا
- يعتبر ارتداء الحذاء داخل المنزل أمرًا وقحًا، حيث يقوم الأشخاص بخلع أحذيتهم خارج المنزل يبقونها عند الباب.
- عندما الصغير بالتسليم على الأشخاص الأكبر سنًّا (الآباء، والأجداد، والمعلمين) باستخدام الأيدي فإنه من المتوقع منه أن يلمس راحة يد الشخص الكبير بجبهته أو بأنفه للتعبير عن الاحترام، يقوم بذلك عادة الماليزيون المسلمون. كما أن عدم التسليم بالأيدي عند الزيارة أو استقبال الضيوف يعتبر أمرًا وقحًا.
- إنه من الغير المناسب أن يظهر الشخص عاطفته لشريكه أو زوجه (من خلال التقبيل) في الأماكن العامة، فذلك يعتبر بعيدًا عن الحياء والتقوى.
- يأكل الماليزيون باليد اليمنى.
- عندما يعطي شخص شيئًا لشخص آخر، فإنه يعطيه إياه باستخدام يده اليمنى، أو باستخدام كلتا يديه، ولكنه لا يعطيه إياه أبدًا باليد اليسرى.
- يجب أن ترتدي الفتيات ملابس متواضعة وألا يرتدين ملابس كاشفة.
- يسعى الماليزيون من مختلف أصولهم -سواء الهندية أو الصينية أو المسلمة- للحفاظ على ماء وجههم وتجنب الخزي في المناسبات الاجتماعية العامة والخاصة. ويمكن للإنسان أن يخسر ما وجهه إذا قام -على نحو واسع- بانتقاد أو إهانة أو القيام بفعل بجلب الخزي لشخص ما أو مجموعة ما، مما يؤدي إلى ظهور ملامح الغضب عند شخص آخر. ويمكن أن يحافظ الشخص على ماء وجهه عند الإبقاء على هدوءه وتهذيبه، كما يمكنه أن يستخدم إيماءات مؤدبة لقول «لا» للأشخاص، وهناك العديد من الأشياء الأخرى التي يمكن يفعلها الشخص كي يبقى مهذبًا.
- عند المناداة على الأشخاص الأكبر سنًّا بقليل تستخدم عبارة «كاك»(للفتيات، وتعني أختي الأكبر)، وعبارة «أبانج»(للأولاد وتعني أخي الأكبر). كما تستخدم كلمة «أديك» لنداء من هو أصغر سنًّا (سواء كانت فتاة أو صبي، فالكلمة تعني شقيقي الأصغر)، أما المتزوجون الذين لديهم أطفال فينادَوْن بلفظتي «ماكيك»(تعني عمّة) و «باكيك»(تعني عم). ومن المفضل استعمال كل تلك الألفاظ في التعامل مع الأشخاص بدلًا من استخدام أسماءهم، خاصة مع الأشخاص من غير الأقارب.[16]
- عند تحية أحد الحكَّام الماليزيين أو أحد أفراد العائلات الملكية، يقوم الشخص بضم راحتي يديه معًا مع الانحناء قليلًا لإظهار الاحترام.
- إنه من المهم ذِكْر الأشخاص باستخدام ألقابهم التشريفية. فمثلًا تستعمل لفظة «كيجو» للحديث عن المعلم، ولفظة «داتوك» للحديث عن شخص له منصب في الدولة. وإذا لم يعلم الشخص المكانة الاجتماعية لشخص ما، فإنه يستخدم لفظة «إنيك»(سيِّد) مع الرجال، ولفظة «بوان»(سيدة) مع النساء.
- يعتبر الرأس عند الماليزيين خطًّا أحمرًا، لا يلمسه الآخرون بأيديهم.
- تعتبر القدم رمزًا لعدم النظافة، بالتالي لا يمكن استعمالها للإشارة للأشخاص أو الأشياء، كذلك يجب أن لا يكشف باطن القدم بشكل مباشر تجاه شخص آخر أثناء الجلوس على الأرض.
- يعتبر استخدام السبابة للإشارة للإشخاص أمرًا وقحًا، بالتالي يستخدم الماليزيون إبهامهم للقيام بذلك.
- للإشارة إلى شخص ما، يقوم الماليزيون بتوجيه أيديهم نحوه بحيث تكون راحة اليد نحو الأسفل، ويعتبر أمرًا وقحًا أن تكون راحة اليد للأعلى في مثل هذه الحالات.
- عند الحديث للكبار، أو رؤساء العمل، أو المعلمين، ينتقل الشخص من استخدام الضمائر غير الرسمية «أكو»(أنا) و«كاو»(أنت)، إلى استخدام الضمير الرسمي «سايا». ويعتبر استخدام الضمائر غير الرسمية للحديث مع الآباء أو المعلمين إشارة إلى العدم الاحترام، حيث أن استخدامها يدل على أن المتحدث يعتبر أن له مكانة اجتماعية مساوية لهم.

## باكستان
يقوم الرجال والنساء في إقليم السِّند وأجزاء أخرى من البلاد بالانحناء وخفض رؤوسهم مع رفع أيديهم إلى جَبْهَتِهِم لتحية الآخرين بأسلوب مؤدّب، وهم يقومون بذلك بدلًا من المصافحة.

## الفلبين

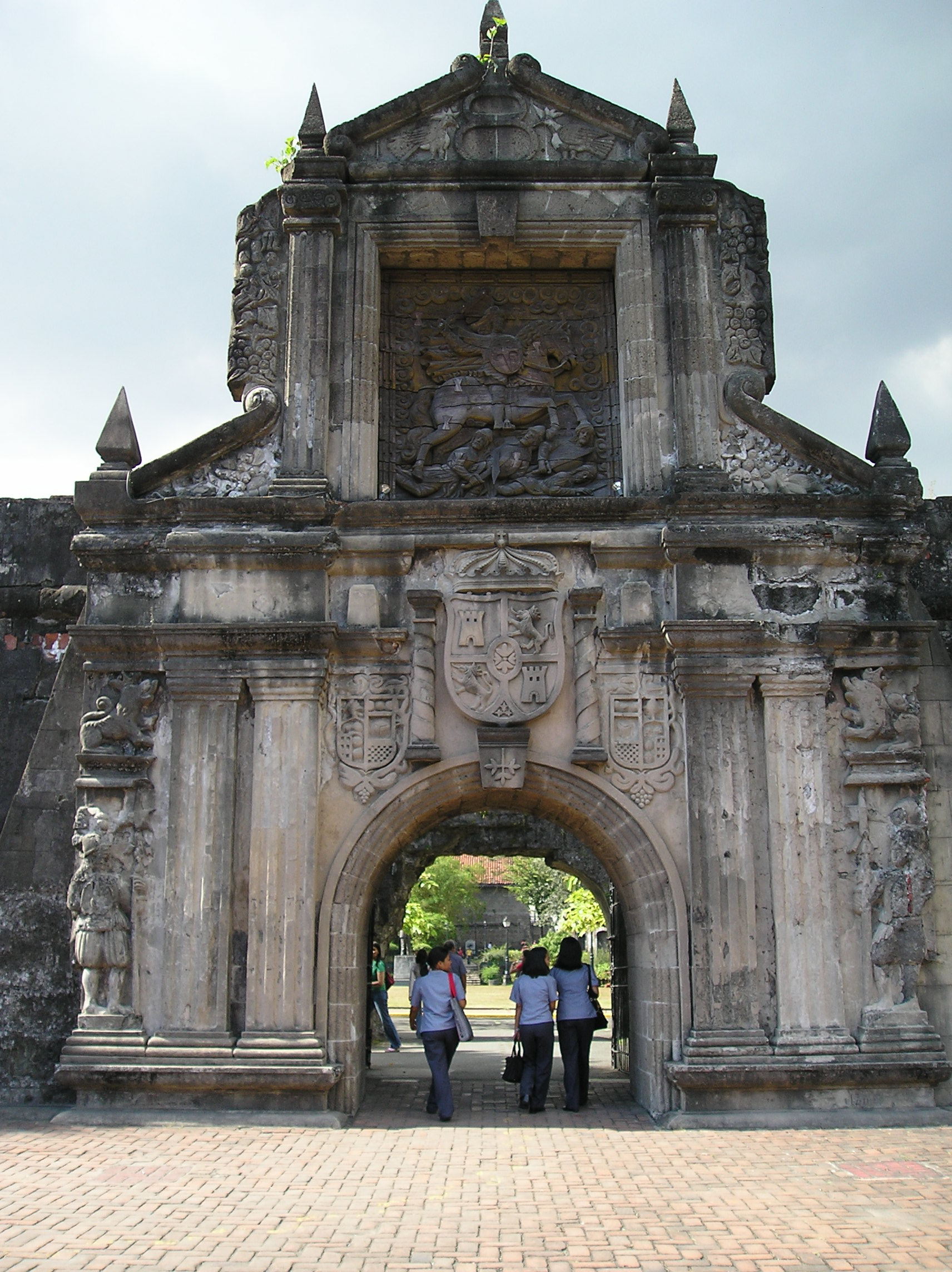
بوابة فويرزا دي سانتياغو في مانيلا. تركت القرون الثلاثة للحكم الإسباني بصمة لا تمحى على العادات والفن والمجتمع في الفلبين.

لقد ساهمت الكثير من الدول في تشكيل الآداب الاجتماعية الخاصة بالسكان الفلبينيين، فبالتأكيد أنها تأثر بثلاثة قرون من الاحتلال الإسباني التي لحقها حكم أمريكي دام 48 سنة، بالإضافة إلى تأثر الفلبين بدول أخرى مثل اليابان، والصين، والهند، والشرق الأوسط، وحتى الدول الغربية. واتفقت الآداب الاجتماعية على مجموعة من الممارسات التي لا يمكن تجاوزها في المجتمع، مثل الالتزامات الاجتماعية، وبِرّ الوالدين، والتصرف الحسن في الأماكن العامة. ويحدّد عُمْر الشخص مكانته الاجتماعية، وكيفية تصرفه مع الآخرين.

## سنغافورة
- تحتوي الآداب الاجتماعية في سنجافورة على العديد من المعايير الغربية، ذلك لأنها كانت مستعمرة سابقة تابعة للملكة المتحدة.[17]

## تايلاند
- يبجِّل التايلنديون ملكهم بشكل كبير، وإن أي علامة على عدم احترامه قد تودي بصاحبها إلى السجن وفقًا لقانون «إهانة الذات الملكية». وكان هناك عدد من الناس الذين اعتُقِلوا في السنوات الماضية جرَّاء التفوّه بألفاظ غير مناسبة تجاه العائلة المالكة،[18] بمن فيهم رجل سُجن لمدة 30 عامًا.
- لا يمكن للشخص أن يتعامل مع يرمي الأشياء المحتوية على صورة الملك على الأرض ولا يمكنه حتى أن يتعامل معها بخشونة، سواء كانت العملات المتداولة، أو الطوابع البريدية، أو غلافات المجلات وغيرها من الأشياء المحتوية على صورة الملك. حتى إن لَعْق الطابق البريدي المحتوي على صورة الملك لإلصاقه بالرسالة يعتبر فعلًا غير محترمًا. وبشكل أكثر تحديدًا، لا يمكن أن يَدُوس أي شخص على واحدة من تلك الأشياء، فذلك يُعْتَبر من أقصى درجات قلة الاحترام والإهانة أن يضع الشخص قدمه على رأس الملك. فإذا وقعت الأموال أو غيرها عن طريق الخطأ، يجب أن تُلْتَقَط مباشرة وأن يتم تنظيفها باحترام، وبالتأكيد لا يمكن أن يدوس الشخص على العملة المعندية ليجعلها تقف عن الدحرجة.[19]
- يعتبر الرأس خطًّا أحمرًا في تايلاند، فلا يمكن للآخرين أن يمسكوه بأيديهم.[20]
- تعتبر الأقدام -رمزيًا- غير نظيفة، بالتالي لا يمكن استعمالها للإشارة إلى شخص أو شيء ما، كما لا يجب على الشخص أن يكشف باطن قدمه للآخرين عند جلوسه على الأرض.[21]

## تركيا
- يستخدم أعضاء العائلة ضميرالمُخَاطَب المُفْرَد سين (بالتركية: sen) للحديث مع بعضهم البعض، كما يستخدمه البالغون للإشارة للصغار. أما في المناسبات الرسمية (العمل، واللقاء للمرة الأولى، والزمالة) فيتم استخدام ضمير المُخَاطَب الخاص بالجمع سيز (بالتركية: siz) بشكل حصري. أما في المناسبات الرسمية جدًّا، فيستخدم الضمير سيزلر (بالتركية: sizler) للإشارة إلى شخص ذي احترام رفيع، وهذا الضمير هو من نوع مخاطب الجمع. وفي حالات نادرة، يُسْتخْدَم تصريف الفعل الخاص بالجماعة للحديث عن شخص له الكثير من التقدير. أما بالنسبة للأمر أو الطلب، فهناك ثلاثة أشكال للقيام بذلك هي: استخدام صيغة المُخاطَب المفرد في المواقف غير الرسمية، واستخدام صيغة المخاطَب الجَمْع في الحالات الرسمية. بالتالي فإن صيغة الأمر من الفعل جيلميك («بأتي»)(بالتركية:gelmek) هي جيل (صيغة المخاطب المفرد للحالات غير الرسمية)، وجيلين (صيغة المخاطب الجمع للحالات الرسمية).
- تُسْتَخدَم عبارات التشريف التركية بشكل عام بعد الاسم الأول خاصة عندما تكون العبارة مختصة بجنس معين أو مكانة اجتماعية معينة، فبدلًا من قول «الهانم (السيدة) فلانة» نقول «فلانة هانم (السيدة)»، وبدلًا من «البيه فلان» نقول «فلان البيه». تلك العبارات التشريفية وغيرها تستخدم في المناسبات الرسمية وغير الرسمية كذلك. وهناك عبارة تشريفية جديدة هي ساين (بالتركية:Sayin)، وهي تعني سيد أو سيدة، أي أنه يمكن استخدامها لكلا الجنسين، لذلك هي تأتي قبل الاسم الأول، فنقول «ساين فلان» أو «ساين فلانة»، وتستعمل هذه الكلمة ومثيلاتها في المناسبات الرسمية جدًّا.
- لا تٌلْبَس الأحذية داخل الملابس، فالأتراك لا يحبون أن تتلوث أرضيات بيوتهم بالغبار أو التراب أو الرمل المصاحبة للأحذية. لذلك تُخْلَع الأحذية قبل الدخول إلى المنزل، ويتم تركها عند عتبة الباب أو يتم وضعها في خزائن خاصة موجودة في مداخل المنازل. أما داخل المنازل فيلبس الأتراك البوابيج (الشباشب، القباقيب) النظيفة، ومن المعتاد أيضًا أن يكتفوا بالجوارب في الحالات غير الرسمية. كما أن هناك شباشبًا مخصصة لاستعمال الحمام، ولا تستعمل في باقي أرجاء المنزل.
- بعض الأتراك يؤمنون أن المظليات المفتوحة داخل المنازل تجلب الحظ السيء، بالتالي يقوم الناس عادة بإغلاق مظلياتهم قبل إدخالها إلى المنزل. كما يؤمن البعض أن توجيه نصل السكين أو المقص مباشرة إلى الأشخاص يعتبر حظًّا سيئًا. تلك المعتقدات يكثر شيوعها بين الناس الأكبر سنًّا في الغالب.
- عادةً ما يُصِرّ المُضِيفون على الضيوف أن يستمروا في الأكل من خلال تقديم طبق مختلف كل مرة من على الطاولة. فيقوم الأشخاص الذين لا يريدون أكل الكثير بتجربة مقدار صغير من كل طبق موجود على الطاولة والثناء عليه.
- يقوم الأشخاص بعرض الطعام أكثر من مرة، ومن الأدب أن يرفضه الشخص في العرض الأول كي يعطي الفرصة لمن أمامه ليعرضه مرة أخرى، وإلا سيصبح الموقف غير مريحًا.
- يتجنب الأتراك القيام بإشارات بأيديهم أمام الأشخاص الذين لا يعرفون، مثل وضع الإبهام بين السبابة والوسطى، لأن الأشخاص يأخذون الكثير من الإشارات على أنها إهانة.
- يعتبر من الوقاحة الحديث مع الأشخاص عن مظاهر أو ملابس أقاربهم من الإناث.
- يُتَوقع ممن يحضر إلى عشاء عند أناس آخرين أن يحضر معه هدية، الحلوى في العادة. ويتجنب الأتراك إحضار الكحول كنوع من الهدايا إلا إذا كانوا متأكدين أن الآخرين سيقبلونه. وإذا أحضر الضيف طعامًا هدية (كما هو معتاد)، فإنه من المتعارف عليه أن يتم تقديم بعض منه إليه أثناء الزيارة بشكل مناسب.
- يعتاد الأصدقاء على تحية بعضهم من خلال مصافحة الأيدي وتقبيل أو لمس وجنات بعضهم البعض، ولكن ذلك غير مناسب في حالة التواجد في أماكن العمل.
- لا يبدأ أحد بأكل الطعام قبل أن يبدأه الأشخاص الأكبر سنًّا. ولكن عند تقديم الماء تكون الأولوية للصغار حيث يحصلون عليه أولًا.
- يعتبر تنظيف الأنف أثناء الطعام أمرًا مقرفًا، حتى لو كان الشخص يعاني من الزكام، حتى أن عملية الاشتمام سواء كانت للطعام أو لشيء آخر يعتبر تصرفًا وقحًا على مائدة الطعام. وعادة ما يقوم الأشخاص بتنظيف أنوفهم في دورات المياه، حيث أن مثل تلك الأفعال تعتبر بغيضة، ولا يقوم بها الأشخاص أثناء التعامل مع بعضهم.
- يعتبر الجلوس رجلًا على رجل أمرًا وقحًا عند الجلوس أمام الوالدين أو الأقارب كبار العمر أو حتى عند الجلوس أمام الأساتذة. وحتى وإن قام الشخص بالجلوس كذلك، فإنه لا يقوم بتوجيه رجله المعلقة في الهواء نحو شخص آخر، لأنه يعتبر فعلًا غير مناسب خاصة مع كبار السن، وكذلك يعتبر أمرًا وقحًا أن يظهر الشخص باطن حذائه أو قدمه لشخص آخر.
- يعتبر تقبيل الأزواج بعضهم البعض أمرًا غير مناسب في العلن في المناطق المحافظة.